# Bennettazhia
Bennettazhia ("azdarch Bennetta") – rodzaj pterozaura zaliczanego poporzednio do znanego rodzaju Pteranodon jako Pteranodon oregonensis (Gilmore, 1928). Fragment kręgu z tułowia odsłoniony został z dolnokredowych pokładów w Wheeler County w stanie Oregon w USA. Zwierzę prawdopodobnie wyglądem i budową przypominało Nyctosaurus, będąc od niego większe. W 1991 Nessov przeniósł je z Pteranodontidae do Azhdarchidae. Bennett natomiast, od którego wzięła się nazwa stworzenia, upatrywał dla niego miejsca w Dsungeripteridae. Wellnhofer (1991), Peters (1997), Kellner (2003) i Unwin (2003) pozostawili zwierzę w podrzędzie pterodaktyli uznając je za incertae sedis.